# 木屋烧烤

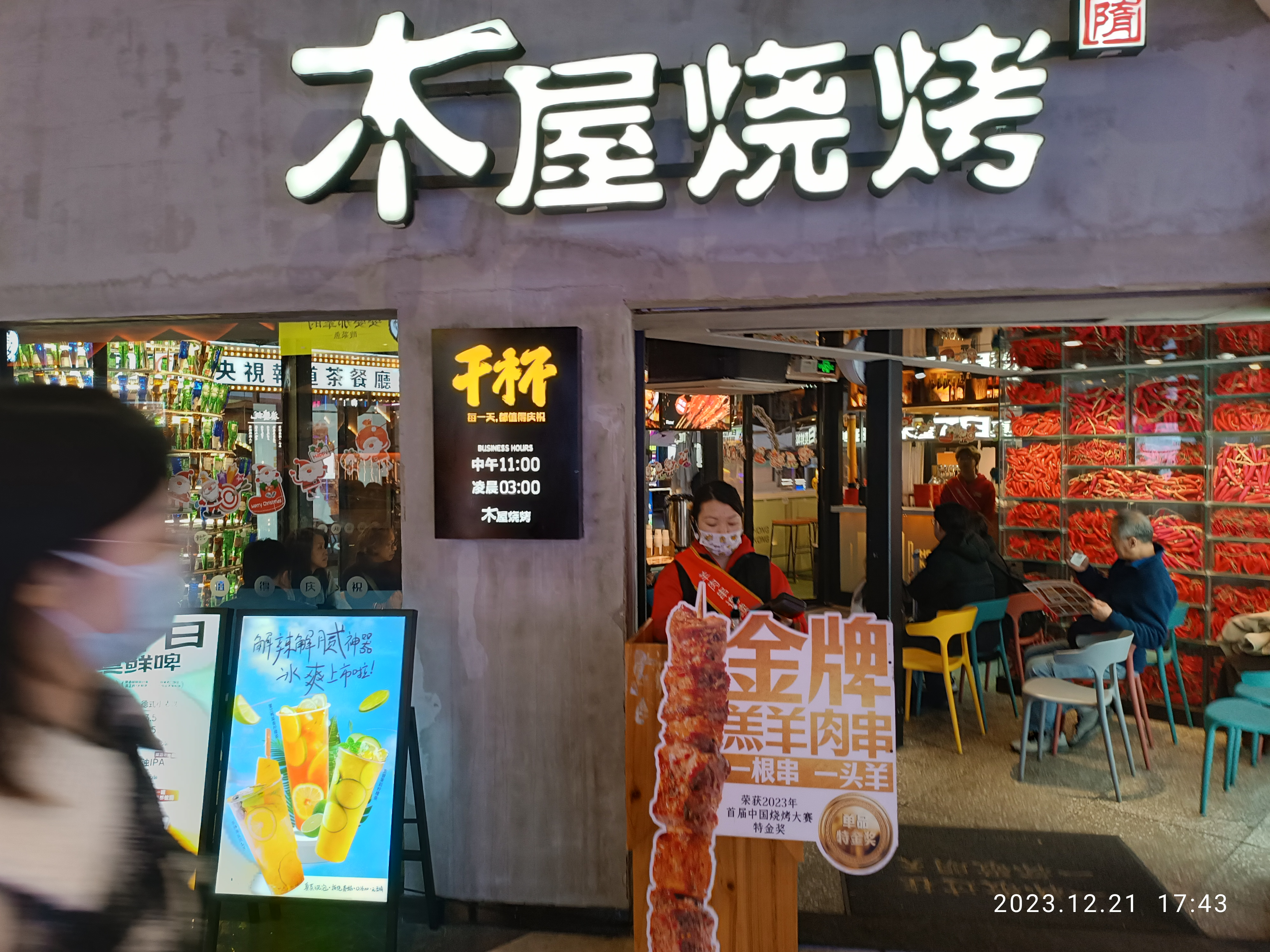
位於深圳市福田中心區的一家木屋烧烤門店

木屋烧烤是中華人民共和國一家直營燒烤連鎖店，隶属于深圳市正君餐饮管理顾问有限公司，2003年10月成立於深圳白石洲，最早是一家不足5平方米的小店，後來擴展至北京、上海、广州、深圳、天津、重庆、佛山、东莞、惠州。2007年7月，深圳市正君餐饮管理顾问有限公司成立。2017年，木屋烧烤的门店突破100家。2019年10月，木屋烧烤的门店突破148家。2024年5月15日，木屋燒烤香港首店開業。

## 外部連結
- 官方网站